# 甘肅河流列表
甘肅河流列表，列舉全部或部分在甘肅省境內的河流，並依照流域排列；支流則由河口至源頭排序。

## 長江水系
- 長江
  - 嘉陵江：跨省河流，中、上游位於陝西、四川境內。
    - 西漢水：跨省河流，下游位於陝西境內。
    - 白龍江：跨省河流，上游及下游位於四川境內。
      - 白水江：跨省河流，上游位於四川境內。

## 黃河水系
- 黃河
  - 渭河
    - 洛河
      - 葫蘆河 (洛河)：跨省河流，下游位於陝西境內。

    - 涇河：跨省河流，下游位於陝西境內，上游位於寧夏境內。
      - 馬蓮河
        - 環江
          - 東川：跨省河流，中游為甘肅與陝西界河，上游為寧夏與陝西界河。

      - 蒲河

    - 千河：跨省河流，下游位於陝西境內。
    - 葫蘆河 (渭河)：跨省河流，上游位於寧夏境內。

  - 祖歷河
  - 庄浪河
  - 湟水：跨省河流，上游位於青海境內。
    - 大通河：跨省河流，上游位於青海境內。

  - 洮河：跨省河流，上游位於青海境內。
  - 大夏河：跨省河流，上游位於青海境內。
  - 黑河：跨省河流，下游為甘肅、四川界河，中、上游位於四川境內。

## 內流區
- 石羊河
- 額濟納河（黑河）：跨省河流，上游位於青海境內，下游位於內蒙古境內。
- 疏勒河：跨省河流，上游位於青海境內。
  - 黨河